# Henry Cecil
Sir Henry Richard Amherst Cecil, född 11 januari 1943, död 11 juni 2013, var en brittisk galopptränare. Cecil var mycket framgångsrik, blev brittisk tränarchampion tio gånger och tränade 25 vinnare av brittiska klassiska löpningar, varav fyra Epsom Derby, åtta Epsom Oaks, sex 1000 Guineas, tre 2000 Guineas och fyra St Leger Stakes. Hans framgångar i 1000 Guineas och Epsom Oaks gjorde honom särskilt känd för att det var ston som vann.
Cecil adlades för sina bidrag till galoppsporten i samband med drottning Elizabeth II:s födelsedag 2011.

## Bakgrund
Cecil föddes den 11 januari 1943 på ett sjukhus nära Aberdeen, tio minuter före sin tvillingbror David. Hans far, Löjtnant Hon. Henry Kerr Auchmuty Cecil, yngre bror till 3:e Lord Amherst av Hackney, hade dödats i strid med fallskärmsregementet i Nordafrika strax innan Cecil föddes. Hans mor, Rohays Cecil, var dotter till generalmajor Sir James Burnett från Leys, 13:e baronet, ägare till Crathes Castle i Aberdeenshire.
Hans mor gifte om sig med galopptränaren Cecil Boyd-Rochfort, som blivit brittisk tränarchampion fem gånger och som tränade hästar för bland andra kung George VI.
Cecil och hans bror utbildades vid Sunningdale School och Canford School, Dorset. Efter skolan arbetade tvillingarna på Earl of Derbys Woodland Stud i Newmarket, Suffolk, och på flera andra stuterier utomlands. De avslutade sin utbildning vid Royal Agricultural College, Cirencester.

## Karriär
Från 1964 till 1968 arbetade Cecil som assistent i sin styvfars Freemason Lodge stable. Han tog ut tränarlicens 1969 och samma år tog han sin första seger med Celestial Cloud på Ripon den 17 maj. Han tog även sin första grupp 1-seger med Wolver Hollow i Eclipse Stakes.
Efter flera år av framgång hade Cecil en svacka från mitten av 1990-talet. Han förlorade under denna tiden hästägare som Sheikh Mohammed, som flyttade 40 hästar från hans stall. Ett antal av Cecils bästa hästar hade ägts av Sheikh Mohammed, bland annat Oh So Sharp, Diminuendo, Indian Skimmer och Belmez. Händelsen innebar "slutet på en era" i Cecils karriär.
Mellan juli 2000 och oktober 2006 var Cecil utan seger i något grupp 1-löp. Hans stall på 200 hästar krympte till knappt 50 hästar och Cecil började prata om att pensionera sig. 2006 genomgick han behandling för magcancer och hans stall stöddes nästan uteslutande av prins Khaled Abdullah.
Cecil hade en formkurva under 2007, då Light Shift vann Epsom Oaks. Han fick även stora framgångar under 2011, mycket tack vare Khalid Abdullah-ägda hästen Frankel, som bland annat segrade i Royal Lodge Stakes (2010), Dewhurst Stakes (2010), Greenham Stakes (2011), 2000 Guineas Stakes (2011), St James's Palace Stakes (2011), Sussex Stakes (2011, 2012), Queen Elizabeth II Stakes (2011), Lockinge Stakes (2012), Queen Anne Stakes (2012), International Stakes (2012) och Champion Stakes (2012). Efter den andra segern i Sussex Stakes beskrev Cecil Frankel som "den bästa hästen jag någonsin sett". Timeform och International Federation of Horseracing Authorities rankade honom som den bästa hästen i världen.  Timeform höjde sin ranking till 147, vilket gjorde Frankel till den högst rankade hästen någonsin.

## Död
Cecil avled i cancer den 11 juni 2013 på sjukhuset i Cambridge.